# Mặt nón
Trong không gian ba chiều, mặt nón là mặt tạo bởi một đường thẳng l chuyển động tựa trên một đường cong ω và luôn luôn đi qua một điểm cố định P.
Đường ω gọi là đường tựa, đường thẳng l gọi là đường sinh, điểm P gọi là đỉnh của mặt nón. Nếu ω là đường cong phẳng và kín thì phần mặt phẳng giới hạn bởi ω (được gọi là đáy) sẽ có trọng tâm, và đường thẳng nối đỉnh P với tâm của đường ω là trục của mặt trụ.
Cho đỉnh P chạy ra xa vô cùng, mặt nón sẽ suy biến thành mặt trụ.

## Các loại mặt nón
Tùy theo bậc của đường cong ω mà người ta gọi bậc của mặt nón. Với ω là đường cong bậc hai thì ta có mặt nón bậc hai. Xem thêm mặt bậc hai.
Mặt nón bậc hai elliptic là quỹ tích những điểm trong không gian có tọa độ Đề các thỏa mãn phương trình sau:
| {\displaystyle {x^{2} \over a^{2}}+{y^{2} \over b^{2}}-{z^{2} \over c^{2}}=0\,} |

Khi đường tựa ω là hình đa giác, ta có mặt nón kim tự tháp. Khi đường tựa ω là một đường thẳng, hoặc là một đường cong phẳng và đồng phẳng với đỉnh P, mặt nón suy biến thành mặt phẳng.

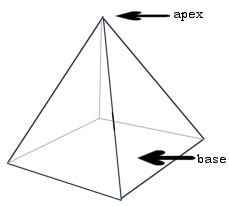
Kim tự tháp
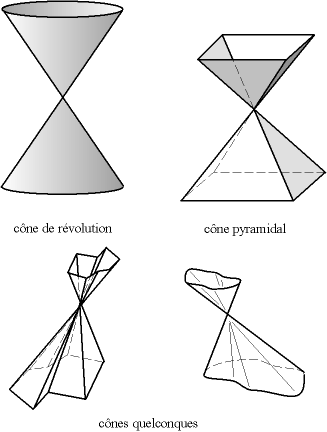
Một số mặt nón

Mặt nón còn được mở rộng từ mặt nón thực sang mặt nón ảo.

## Đường cong bậc hai
Trường hợp đường tựa là một đường tròn và có điểm chiếu của đỉnh P trùng với tâm đường tròn, ta có mặt nón tròn xoay.
Khi cho một mặt phẳng cắt mặt nón tròn xoay, nếu đỉnh của mặt nón tròn xoay không nằm trên mặt phẳng cắt thì giao tuyến thu được sẽ là một đường cong bậc hai, thường được gọi là đường conic theo tên tiếng Anh của mặt nón là cone:

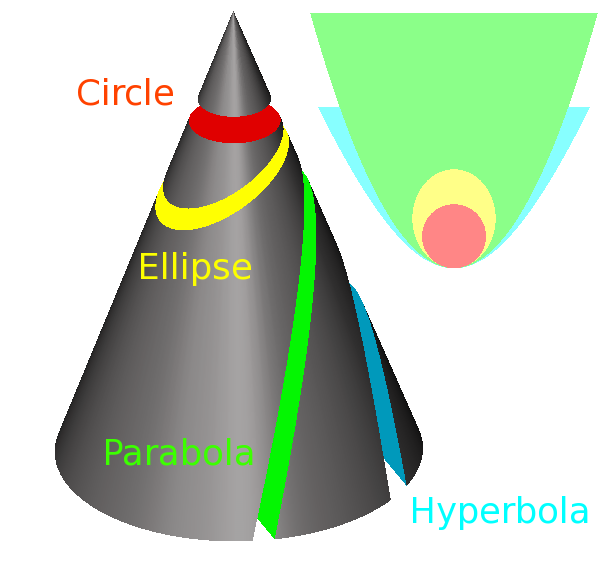
Các đường conic
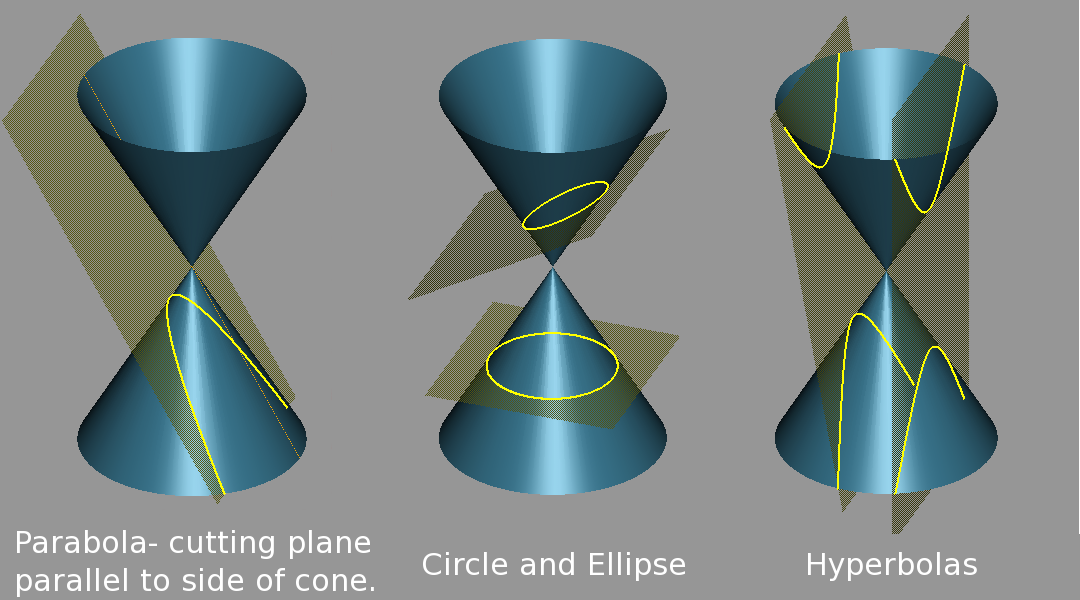
Cắt mặt nón tròn xoay bằng một mặt phẳng không đi qua đỉnh của mặt nón

- Mặt phẳng vuông góc với trục của mặt nón: thu được đường tròn.
- Mặt phẳng đi qua trục mặt nón và cắt đường sinh, hay mặt phẳng cắt mọi đường sinh của mặt nón: thu được đường elip.
- Mặt phẳng song song với chỉ một đường sinh: thu được đường parabol.
- Mặt phẳng song song với hai đường sinh của mặt nón: thu được đường hyperbol.

## Hình nón
Nếu ta thay đường thẳng l bằng một đoạn thẳng SK trong đó điểm S là cố định và điểm K di chuyển trên ω thì khối hình giới hạn trong phần mặt nón quét bởi SK và hình ω được gọi là hình nón. Ở đây SK cũng được gọi là đường sinh. S là đỉnh của hình nón, và hình phẳng giới hạn bởi ω là mặt đáy.
Chiều cao của hình nón là khoảng cách từ đỉnh đến mặt đáy.

### Diện tích xung quanh hình nón
Diện tích xung quanh hình nón tròn xoay bằng nửa tích độ dài đường tròn đáy và độ dài đường sinh
{\displaystyle Sxq=\pi rl}

### Thể tích
Thể tích của hình nón được tính bởi một phần ba tích của chiều cao (h) và diện tích mặt đáy ({\displaystyle S_{\omega }}):
{\displaystyle V={\frac {1}{3}}S_{\omega }h}
Hình nón thường gặp nhất có mặt đáy là hình tròn. Khi đó nếu r là bán kính hình tròn đáy thì thể tích hình nón bằng:
{\displaystyle V={\frac {1}{3}}\pi r^{2}h}

## [1]
1. ↑  “Công Ty Quà Tặng Doanh Nghiệp Cone - Cần Quà Là Có Nè”. Công Ty Quà Tặng Doanh Nghiệp Cone - Cần Quà Là Có Nè. Truy cập ngày 14 tháng 12 năm 2023.